# Štěpán Rucki
Štěpán Rucki (* 7. srpna 1962, Třinec) je český lékař (pediatr), křesťanský publicista a komunální politik.
Vystudoval Lékařskou fakultu Univerzity J. E. Purkyně v Brně. V roce 1993 získal vyšší specializaci v pediatrii a v roce 1995 složil atestaci z dětské kardiologie. Absolvoval odborné stáže v Bazileji, Londýně a Grazu. Od roku 1996 je primářem dětského oddělení Nemocnice Třinec a současně pracuje jako dětský kardiolog.
Byl jedním ze zakladatelů Sdružení křesťanských zdravotníků a tuto organizaci v letech 1990–2009 vedl. Od roku 2006 je zastupitelem města Třince. V minulosti externě přednášel na Ostravské univerzitě.

## Publikační činnost (výběr)
- Rucki, Š.: Alternativní medicína - pomoc nebo nebezpečí? Praha 2000.
- Rucki, Š. a Stožický, F.: Prevence nemocí oběhové soustavy v pediatrii. Praha 2003.
- Rucki, Š.: Kardiologické minimum pro praktické dětské lékaře. Praha 2006.
- Rucki, Š.: Je někdo z vás nemocen? Křesťanský pohled na zdraví, nemoc a uzdravení. Praha 2007.
- Rucki, Š.: Úcta k životu. Český Těšín, 2014.
- Rucki, Š.: Ve víru evoluce. Neodarwinizmus a inteligentní design ve světle faktů. Albrechtice 2021.